# We Can Do It!
Ne doit pas être confondu avec We Can Do It.
We Can Do It! (« On peut le faire ! ») est une affiche de propagande américaine réalisée en 1943, pendant la Seconde Guerre mondiale, par J. Howard Miller pour Westinghouse Electric, dans une campagne de remotivation des salariées. L'affiche serait basée à tort sur une photographie en noir et blanc d'une ouvrière nommée Geraldine Doyle travaillant dans une usine du Michigan, en réalité il s'agirait de Naomi Parker qui, durant cette période, travaillait à la chaîne dans la base aéronavale d'Alameda en Californie.

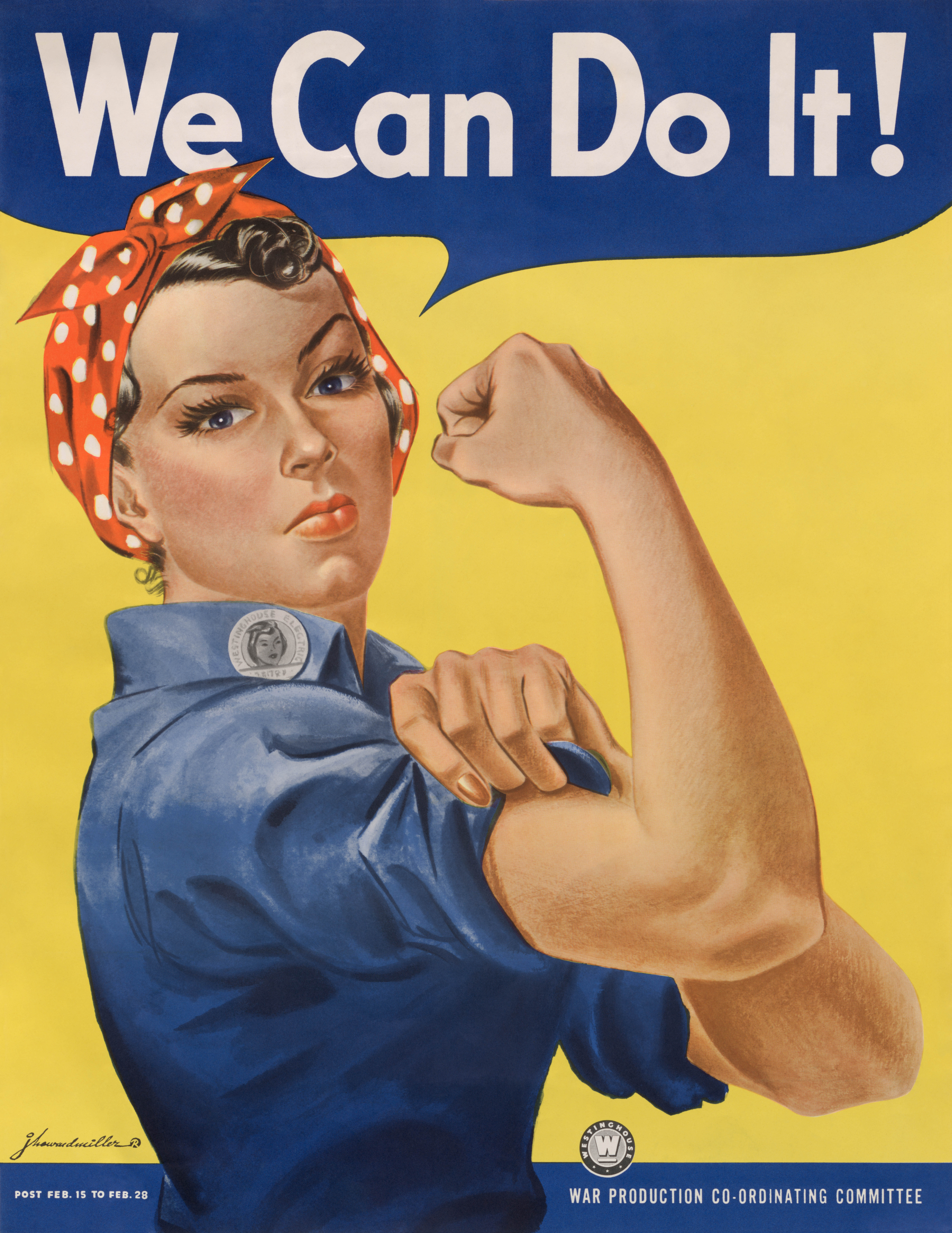
We Can Do It! de J. Howard Miller, 1943.

L'affiche n'a pas été très diffusée au cours de la guerre. Elle a été redécouverte dans les années 1980 et largement reproduite sous de nombreuses formes, souvent appelée « We Can Do It! » mais aussi, de façon abusive, Rosie the Riveter (« Rosie la riveteuse ») en référence à la figure emblématique d'une travailleuse pendant la guerre dont l'apparence est similaire. L'image du « We Can Do It! » a été utilisée pour promouvoir notamment le féminisme dans les années 1980. Elle fit la couverture du magazine Smithsonian en 1994 et a été reprise sur un timbre postal américain en 1998 ; elle a aussi été reprise et détournée dans le cadre de diverses campagnes politiques. L'affiche, qui demeure très populaire, est l'une des dix images les plus demandées à la National Archives and Records Administration.
Depuis sa redécouverte, il est courant de penser que l'image a toujours été utilisée comme un appel aux travailleuses pour qu'elles participent à l'effort de guerre. Cependant, pendant la guerre, l'image ne fut affichée qu'à Westinghouse, en interne, pendant le mois de février 1943, et n'avait pas un objectif de recrutement, mais plutôt celui d'encourager les employées à travailler encore plus. Les féministes se sont approprié l'aspect revendicateur et le slogan de l'affiche et ont utilisé l'image sous plusieurs formes, notamment pour promouvoir l'auto-émancipation et faire la promotion de leurs campagnes ; l'image a aussi été utilisée dans des publicités et des parodies.

## Contexte

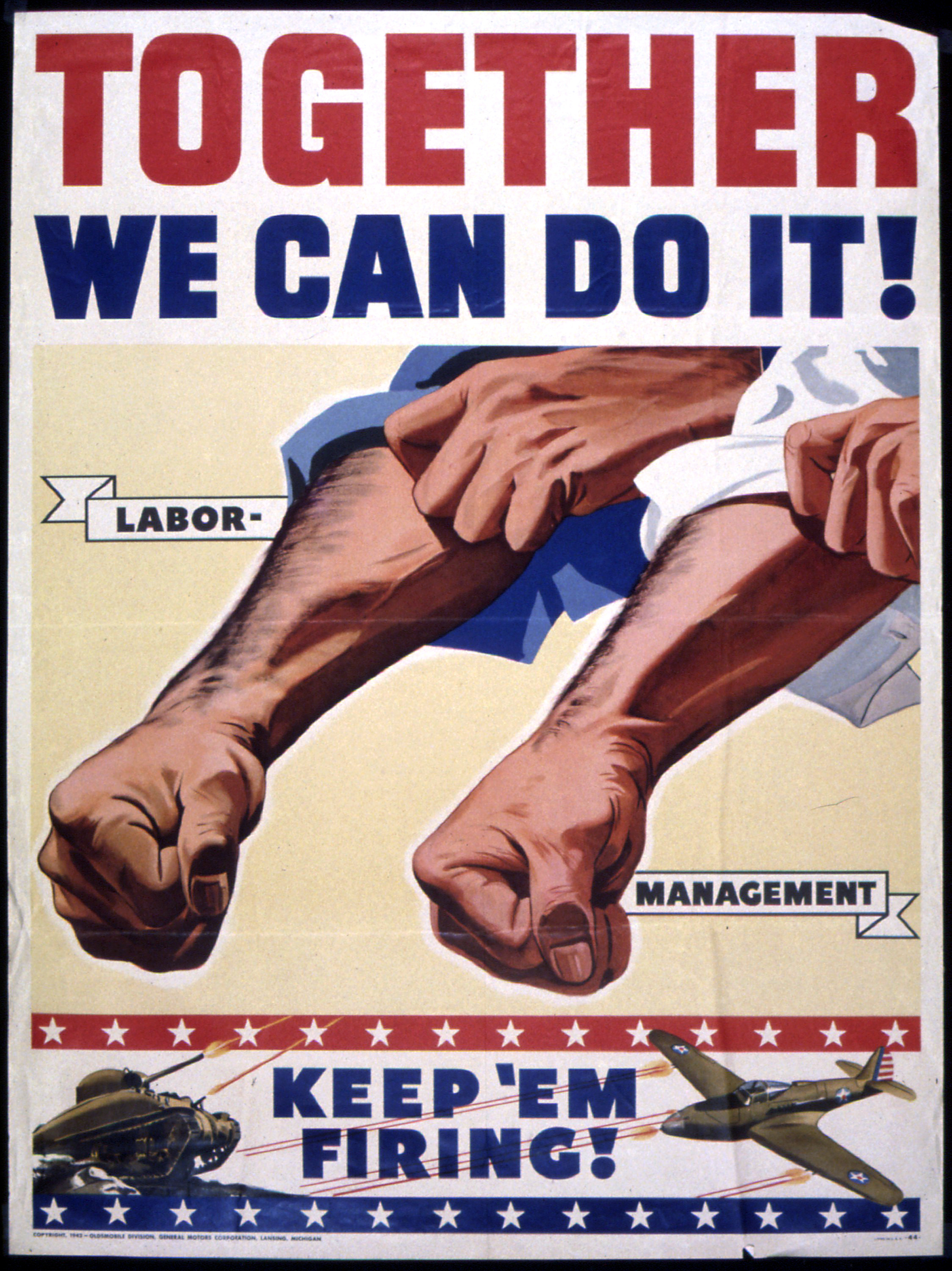
Un poster de propagande de 1942 promouvant l'unité entre les travailleurs et le patronat de GM.

Après l'attaque de Pearl Harbor, le gouvernement américain lança un appel aux industriels afin que ceux-ci produisent plus de biens pour la guerre. L'atmosphère dans les grandes usines était souvent tendue, à cause d'une certaine rancœur entre les patrons et les syndicats qui s'était installée pendant les années 1930. Les dirigeants d'entreprises comme General Motors (GM) voulaient minimiser les frictions et encourager l'esprit d'équipe. En réponse à une rumeur de la possibilité d'une campagne de presse lancée par le syndicat United Auto Workers, GM produisit rapidement une affiche de propagande en 1942 montrant les travailleurs et le patronat se retrousser les manches, travaillant de concert dans le but de maintenir un flot de production constant pendant la guerre. Les slogans de l'affiche étaient « Together We Can Do It! » (« Ensemble, on peut y arriver ! ») et « Keep 'Em Firing » (« Faites en sorte qu'ils [les Alliés] continuent à tirer ! »). En créant ces affiches, les entreprises souhaitaient accroître la production en se servant du sentiment pro-guerre, avec comme but d'empêcher le gouvernement de contrôler encore plus la production.

### Westinghouse Electric
En 1942, J. Howard Miller, artiste de Pittsburgh, fut embauché, via une agence de publicité, par le Comité de Coordination de la Production en temps de guerre (War Production Coordinating Committee) de Westinghouse Electric, pour créer une série d'affiches destinées à une campagne de communication s'adressant aux ouvriers de l'entreprise,. Le but de cette campagne était de remonter le moral du personnel, pour réduire l'absentéisme, inciter les travailleurs à poser leurs questions à leurs chefs, et minimiser le risque de grogne du personnel ou de grève dans l'usine. Chacune des affiches (plus de 42 au total) de Miller fut affichée à tour de rôle dans l'usine pendant deux semaines. La plupart d'entre elles mettaient en scène des hommes, et renforçaient l'image des rôles traditionnels attribués aux hommes et aux femmes. L'une d'elles montrait un chef de service masculin, souriant, avec le slogan « Des questions sur votre travail ? ... Demandez à votre chef » (« Any Questions About Your Work? ... Ask your Supervisor. »),.

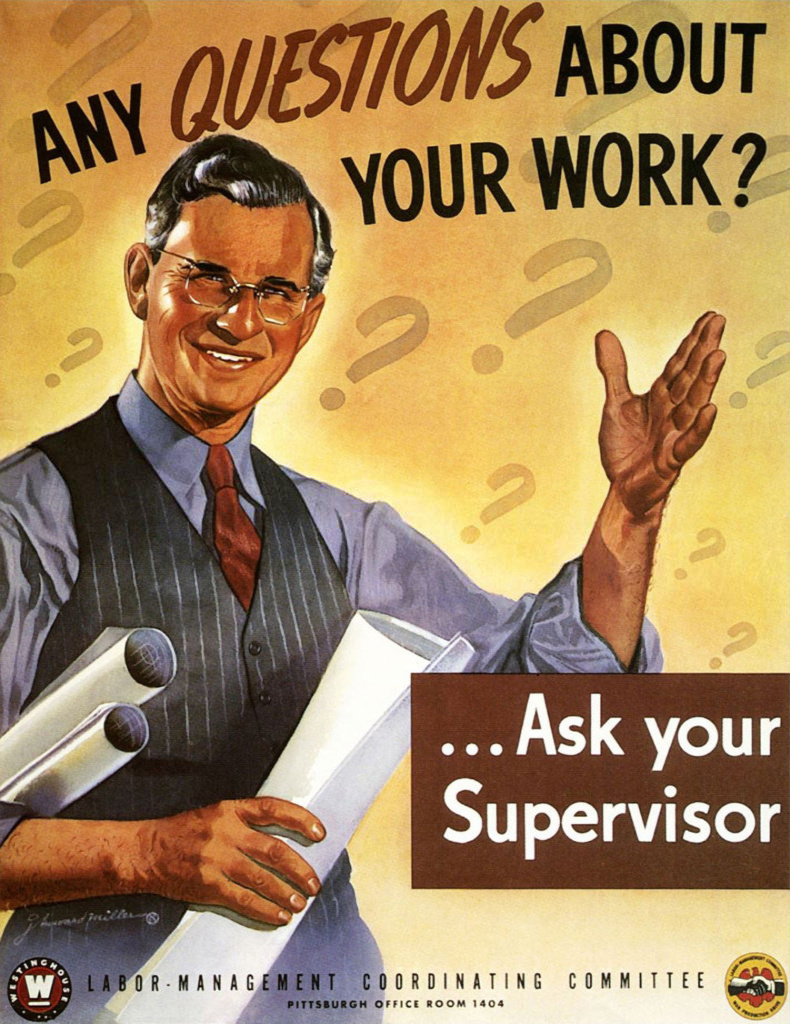
Un autre poster de J. Howard Miller, de la même série d'affiches que « We Can Do It! ».

Moins de 1 800 copies (d'une dimension d'environ 55,9 × 43,2 cm) de l'affiche « We Can Do It! » furent tirées. L'affiche ne fut diffusée que dans quelques usines de Westinghouse à East Pittsburgh, en Pennsylvanie, et dans le Midwest, où il était prévu qu'elle soit accrochée pendant deux semaines à partir du lundi 15 février 1943,,,,. Les usines ciblées fabriquaient des revêtements pour casques faits de plastique en Micarta, une résine phénolique inventée par Westinghouse. La plupart des ouvrières de l'usine étaient des femmes, et cette usine fabriqua treize millions de revêtements pour casques au cours de la guerre. Les employés de l'usine n'interprétaient sans doute pas le slogan « We Can Do It! » comme s'appliquant uniquement aux femmes ; avant cette affiche, il y en eut une série au ton paternaliste et dominant, promouvant l'autorité des supérieurs, l'autonomie des employés et l'unité au sein de l'entreprise, et les employées ont sans doute compris l'image comme signifiant « les employés de Westinghouse peuvent y arriver », en travaillant tous ensemble. L'image positive avait pour but de renforcer le moral des employés et d'empêcher la production de ralentir.

## L'affiche

### Inspiration
Pendant près de soixante-dix ans, on prétendit que pour l'affiche « We Can Do It! », Miller s'était inspiré d'une photo en noir en blanc de l'United Press International (UPI) de Geraldine Doyle, vivant à Ann Arbor dans le Michigan, cliché pris début 1942 alors qu'elle avait 17 ans,,. Sur la photo, Hoff porte un bandana à pois sur la tête, et se penche sur un emboutisseur de métal, contrôlant fermement la machine. Hoff démissionna de son poste à l'usine peu de temps après que la photo fut prise ; elle avait entendu dire que l'emboutisseur avait blessé les mains de l'opératrice précédente, et elle ne voulait pas prendre le risque de ne plus pouvoir jouer du violoncelle. Elle obtint un autre emploi dans une autre usine, en tant que pointeuse.
Cependant, l'historien de Westinghouse Charles A. Ruch, un habitant de Pittsburgh qui était ami avec J. Howard Miller, a déclaré qu'il doutait que Doyle fut liée à l'image. Selon lui, Miller n'avait pas pour habitude de s'inspirer de photographies, mais plutôt de modèles réels. Penny Coleman, auteure de Rosie the Riveter: Women working on the home front in World War II, déclara que Ruch et elle ne purent déterminer si la photo de l'UPI de Doyle avait paru dans un périodique que Miller aurait pu voir.
Après la guerre, Doyle se maria en 1943, puis mourut en 2014 à l'âge de 86 ans.
Miller n’a jamais évoqué le modèle qui lui avait inspiré l'affiche. C'est seulement en 2011 qu'un professeur de l'université Seton Hall, James J. Kimble, identifia et démontra après une longue enquête le véritable modèle de la célèbre affiche. Kimble retrouve et questionne en février 2015 Naomi Parker et sa sœur Ada, âgées alors respectivement de 93 et 91 ans, qui confirmeront son enquête, corrigeant ainsi une erreur historique. Parker qui, à cette époque travaillait (tout comme sa sœur cadette) à la chaîne dans la base aéronavale d'Alameda en Californie, avait environ vingt ans. La photo qui la représente parue le 5 juillet 1942 dans The Pittsburgh Press, le journal de Pittsburgh, ville dans laquelle Miller résidait à l'époque. Le dessinateur travaillait alors sur cette série d'affiches. Selon Kimble, celui-ci s'en serait « involontairement » inspiré pour créer le personnage de « Rosie la riveteuse ». L'affiche terminée fut placardée dans les usines Westinghouse en février 1943,,.
Après la guerre, Parker travaille comme serveuse dans un restaurant de Palm Springs en Californie, et se marie trois fois. Elle meurt en 2018 à l'âge de 96 ans,.

### Composition
Si Miller s'est inspiré de la photo de l'UPI, son affiche la réinterprète librement. Le personnage principal est présenté sur un fond vide, selon l'habitude de J. Howard Miller ; il ajouta également un badge d'identification d'employée de Westinghouse sur son col,. Les vêtements aux couleurs rouges, blanches et bleues étaient un appel subtil au patriotisme, une tactique fréquemment utilisée par les comités de production des entreprises en temps de guerre,.
La posture adoptée par le personnage sur l'affiche est également différente de la photo de Hoff : son visage est tourné vers le spectateur, sa main droite est fermée et le poing est levé, pendant que la main gauche retrousse la manche droite. Le bras droit est musclé et mis en avant, bien plus que sur la photo originale, ce qui renvoie à l'affiche de General Motors, « Together We Can Do It! ». Les codes de la féminité sont également présents : maquillage, foulard laissant passer une coiffure à la mode et ongles vernis soigneusement entretenus. Si cette manucure, qui peut alors quelquefois être un motif de renvoi, ne va pas de soi à l'époque, la mise en avant des critères de féminité s'inscrit dans la logique d'un exercice provisoire de métiers par les femmes le temps de la guerre, la suite attendue étant un retour au foyer à la fin de celle-ci. Finalement, comme le note le professeur d'histoire Jeremiah Axelrod, l'image combine la féminité avec « une composition et un langage corporel masculin (presque macho) ».

## Rosie la riveteuse
Pendant la Seconde Guerre mondiale, l'affiche « We Can Do It! » n'était liée ni à la chanson de 1942 Rosie the Riveter, ni à la toile de Norman Rockwell Rosie the Riveter, image connue car ayant fait la couverture du Saturday Evening Post le 29 mai 1943 (Memorial Day). Le poster de Westinghouse n'était pas associé aux femmes surnommées « Rosie » qui furent mises en avant pour promouvoir les femmes qui travaillaient au pays et participaient à l'effort de guerre. En réalité, après avoir été affiché pendant deux semaines en février 1943 à des employés de Westinghouse, le poster disparut pendant près de 40 ans,. D'autres images de « Rosie » étaient plus connues, souvent des photographies réelles d'employées. Le Bureau d'information de guerre des États-Unis monta en puissance pour créer une campagne de publicité nationale pour justifier la guerre, mais « We Can Do It! » n'en faisait pas partie.
La toile emblématique Rosie la riveteuse de Rockwell fut prêtée par le Post au département du Trésor des États-Unis pour être utilisé pour des affiches et des campagnes promouvant les obligations de guerre. Après la guerre, l'œuvre de Rockwell perdit graduellement sa notoriété car l'image était sous copyright : toutes les peintures de Rockwell furent défendues de façon intransigeante par ses héritiers après sa mort. Cette protection fit gagner de la valeur à la peinture originale, qui fut vendue pour presque 5 millions de dollars en 2002. Réciproquement, l'absence de protection pour l'image « We Can Do It! » est l'une des raisons pour laquelle elle put renaître.
Ed Reis, un historien travaillant bénévolement avec Westinghouse, note que l'image originale ne fut pas montrée à des riveteuses pendant la guerre, et donc que le lien récent qu'on lui prête à « Rosie la riveteuse » n'était pas justifié. Reis dit sur le ton de la plaisanterie que la femme sur l'affiche avait plus de chance de s'appeler « Molly la mouleuse de Micarta » ou « Cassie la faiseuse de casques ».

## Redécouverte

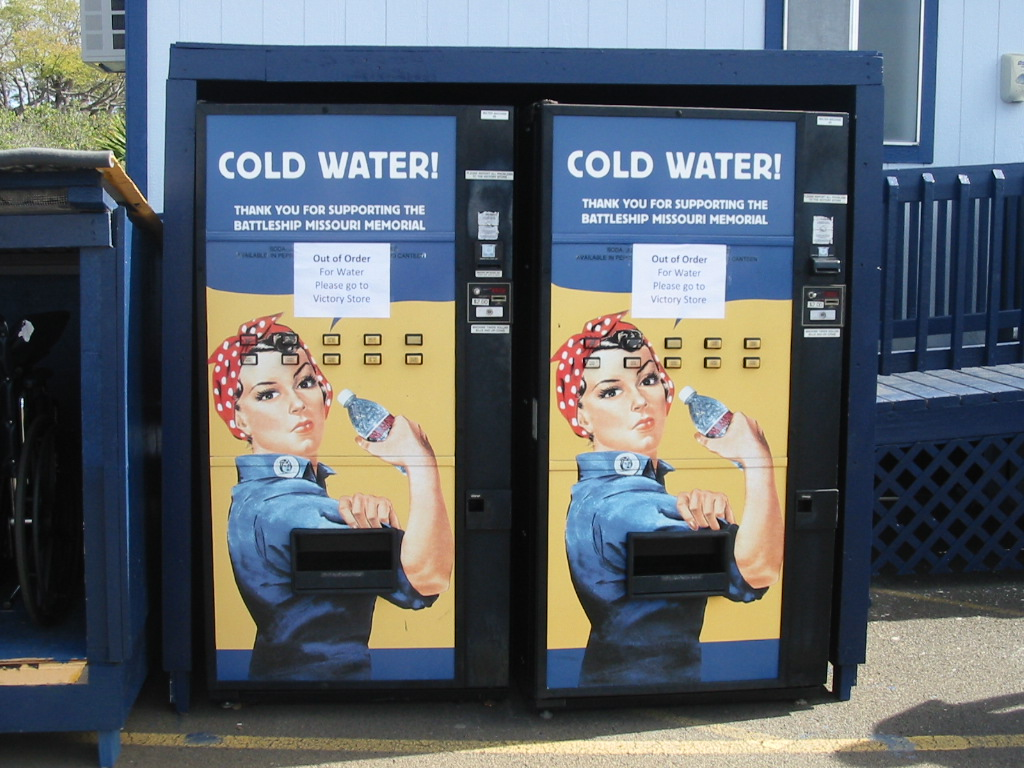
Un exemple d'utilisation commerciale sur deux distributeurs d'eau en bouteille.

En 1982, l'affiche « We Can Do It! » fut reproduite dans un article de magazine, « Poster Art for Patriotism's Sake » (« L'Art de l'affiche au profit du patriotisme »), paru dans le Washington Post. Cet article traitait des affiches répertoriées dans les collections des archives nationales américaines. Geraldine Doyle n'apprit qu'en 1984 qu'elle eût pu servir de modèle à l'affiche, lorsqu'elle lut un article dans le magazine Modern Maturity qui faisait le lien avec une photo d'elle. Elle reconnut immédiatement l'affiche comme la représentant, même si elle ne l'avait jamais vue auparavant.
Cependant, il est difficile de dire à quel moment l'image devint célèbre ; Hannah Wai Ling Wong, qui a pu accéder aux archives du musée national d'histoire américaine, indique que les affiches de Miller furent achetées par le musée en 1985, pour 75 dollars chacune, et que rien n'indique que l'affiche « We Can Do It! » était considérée alors comme particulièrement connue ou notable. Elle suggère de plus que l'affiche fut rendue célèbre par les expositions du musée à partir des années 1990.
Le magazine Smithsonian mit cette image en couverture de son numéro de mars 1994, renvoyant à un long article sur les affiches en temps de guerre. L'United States Postal Service (Administration des postes) créa en février 1999 un timbre à 33 ¢ qui se basait sur l'image, ajoutant les mots « Women Support War Effort » (« Les femmes soutiennent l'effort de guerre »),. Un poster de Westinghouse de 1943 est exposé au musée national d'histoire américaine, dans une section présentant des objets des années 1930 et 1940.
Geraldine Doyle devint célèbre grâce à cette image iconique. Elle se rendit à plusieurs reprises au Michigan Women's Hall of Fame pour dédicacer des affiches et rencontrer des supporters. Elle déclara qu'il était probablement pour le mieux qu'elle n'eût pas su pendant sa jeunesse qu'elle était représentée sur une affiche célèbre, ajoutant qu'elle n'aurait pas pu gérer son excitation.

## Féminisme
L'image est souvent utilisée comme un symbole de la lutte féministe. Elle a été utilisée par exemple par des magazines féministes (par exemple, les couvertures du premier numéro de Verge, un magazine britannique, et de Ms. Magazine (numéro d'automne 2013), inspirées de l'affiche), des documentaires (l'affiche de Miss Representation (en), un documentaire sur le manque de représentation des femmes), et autres. Plusieurs personnalités féminines ont également fait référence à cette affiche, notamment Beyoncé (dans le clip de Why Don't You Love Me? et une photo partagée sur Instagram), Pink (clip de Raise Your Glass) et Christina Aguilera (clip de Candyman).
Certaines sources indiquent que le mouvement féministe nord-américain se réappropria l'affiche au début des années 1980 comme symbole de l'émancipation des femmes,. Les féministes virent dans cette image une personnification de l'émancipation de la femme. Le « We » (Nous) fut interprété comme « Nous les femmes », unissant les femmes dans le combat contre l'inégalité de genre.
Cependant, cette interprétation est très différente de celle de 1943, et il faut noter que cette affiche n'a pas été produite dans un but féministe, ni même pour encourager le travail ou l'émancipation des femmes. L'affiche s'inscrit au sein d'une série qui avait pour but d'exercer une forme de contrôle social sur les employés, et de dissuader la grogne montante,. Bien que le stéréotype présenté par les images de Rosie la riveteuse (ou son équivalent canadien Bren Gun Girl) ait été porté un temps par les féministes, qui accordaient un rôle émancipateur au travail des femmes pendant la Seconde Guerre mondiale, cette analyse a été rejetée à partir des années 1970. La raison est que ces représentations montrent une image des femmes qui travaillaient pendant la guerre qui était bien loin de la réalité : les femmes étaient recrutées de façon provisoire, payées moitié moins que les hommes, sujettes à la double journée, priées de retourner à la maison à la fin de la guerre, auquel s'ajoutent des problèmes de harcèlement et l'organisation volontaire des discriminations salariales par la mise en place d'une sexualisation des tâches, phénomène décrit dans le secteur textile à la même époque. La persistance de cette icône ancienne pour représenter le travail des femmes, et sa quasi-unicité alors que les femmes sont majoritaires dans les emplois les moins rémunérés, a été critiquée ; son manque de réalisme et son côté glamour gomme les efforts des femmes pour obtenir l'égalité des salaires ou l'amélioration des conditions de travail des plus pauvres, et d'autres symboles, comme Mrs. Desai ou les machinistes de Dagenham, semblent plus appropriés.

## Réutilisations

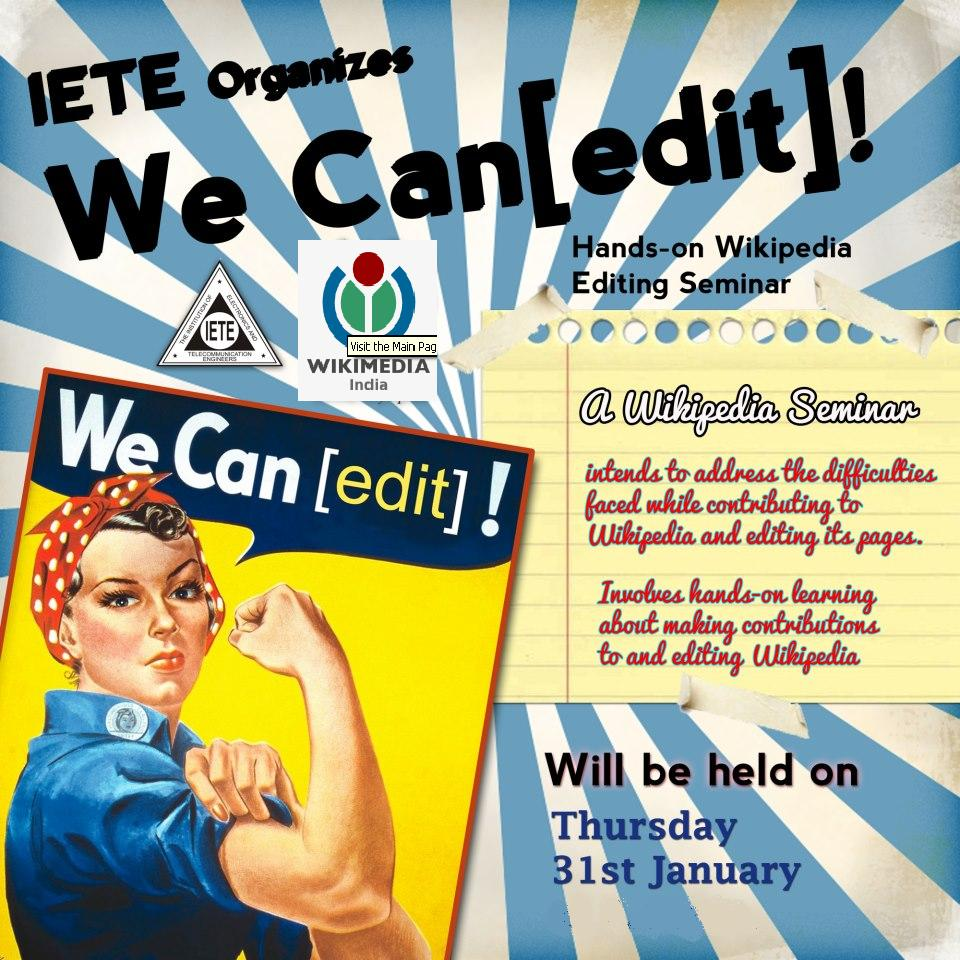
Affiche « We Can [edit]! » pour un atelier d'édition de Wikipédia à Mumbai.

### Dans la culture populaire et dans la publicité
De nos jours, l'image est devenue très célèbre, rompant avec sa notoriété confidentielle lors de la Seconde Guerre mondiale. Elle est représentée sur des T-shirts, des tatouages, des mugs de café et des aimants de frigo - sur tellement d'objets, en fait, que le Washington Post l'a appelé « le souvenir le plus sur-exposé de Washington D.C. ».
Il existe des parodies de l'image avec des hommes, femmes, animaux ou personnages célèbres. Une figurine bobblehead et une figurine articulée ont été produites. Le Children's Museum of Indianapolis a exposé une réplique de 4 pieds et 5 pouces faite de bonbons Jelly Belly par l'artiste Kristen Cumings,. Une image stéréoscopique (3D) de « We Can Do It! » fut créée pour le générique de fin du film de superhéros Captain America: First Avenger en 2011. L'image était en fond de l'écran qui portait le nom de l'actrice anglaise Hayley Atwell.
Geraldine Doyle mourut en décembre 2010. Utne Reader (en) décida de garder la couverture prévue pour leur numéro de janvier-février 2011, qui était une parodie de « We Can Do It! » représentant Marge Simpson levant le poing droit. Les rédacteurs du magazine exprimèrent leurs condoléances pour la mort de Doyle, « l'inspiratrice probable du personnage de Rosie ».
Le Ad Council (en) déclara que l'affiche avait été développée en 1942 par son précurseur, le War Advertising Committee (Comité de Publicité en temps de Guerre), pour une campagne « Les femmes au travail pour la guerre » qui aida soi-disant à amener « plus de 2 millions de femmes » dans l'outil productif de guerre,,. En février 2012, pendant le 70e anniversaire du Ad Council, leur page Facebook publia un lien vers une application interactive créée par l'agence digitale HelpsGood de Animax. L'application Facebook s'appelait « Rosify Yourself » (Rosiefiez-vous), en référence à Rosie la riveteuse ; elle permettait aux utilisateurs de téléverser des photos de leur visage pour qu'elles soient incorporées à l'affiche « We Can Do It! », et l'image pouvait ensuite être sauvegardée et partagée avec ses amis. La présidente et CEO de l'Ad Council, Peggy Conlon, posta son visage « rosifié » dans le Huffington Post dans un article qu'elle écrivit à propos de l'histoire du groupe L'équipe de l'émission télévisée Today posta deux images « rosifiées » sur leur site, avec les visages des présentateurs d'actualités Matt Lauer et Ann Curry. Cependant, le professeur James J. Kimble, de l'université Seton Hall, et le professeur Lester C. Olson de l'université de Pittsburgh firent des recherches sur l'origine de l'affiche et déterminèrent qu'elle n'avait pas été produite par le Ad Council et ni utilisée pour le recrutement de travailleuses.
L'image a aussi été utilisée dans des publicités, et notamment dans des publicités pour des produits d'entretien, ce qui fut critiqué par les féministes. Par exemple, Clorox l'utilisa dans des publicités pour agents nettoyants ménagers, où la femme représentée a une alliance à la main gauche, ainsi qu'une publicité pour Swiffer.

### Utilisations en politique
L'image fut utilisée en 2008 lors de campagnes électorales régionales pour promouvoir l'image de Sarah Palin, Ron Paul et Hillary Clinton. Des images de Michelle Obama similaires à l'affiche furent créées par des participants au Rally to Restore Sanity and/or Fear.
Après que Julia Gillard devint la première femme première ministre d'Australie en juin 2010, un artiste urbain de Melbourne nommé Phoenix colla le visage de Gillard sur une nouvelle version monochrome du poster « We Can Do It! ». AnOther Magazine (en) publia une photographie du poster prise sur Hosier Lane, à Melbourne, en juillet 2010, dans laquelle l'inscription « War Production Co-ordinating Committee » en bas à droite avait été remplacée par l'URL du compte Flickr de Phoenix,,. En mars 2011, Pheonix créa une version en couleur qui disait « She Did It! » (« Elle l'a fait ! ») en bas à droite, puis en janvier 2012 il colla « Too Sad » (« C'est bien triste ») en diagonale sur l'affiche pour représenter sa désillusion envers la politique australienne.